# Infanterie-Division Ulrich von Hutten
La Infanterie-Division Ulrich von Hutten fu una divisione dell'esercito tedesco attiva durante la seconda guerra mondiale. 

## Storia
La divisione venne costituita il 29 marzo 1945 a Wittenberg integrando anche i resti della 190. Infanterie-Division, la divisione fu completata il 12 aprile e schierata il 15 sul Mulde dove riuscì a fermare l'assalto americano a Bitterfeld, qui i combattimenti durarono fino al 20 aprile, quando la divisione venne schierata sul fronte orientale e posizionata lungo il fiume Elba dove fu impegnata in diversi scontri contro l'Armata Rossa, subendo gravi danni nella battaglia di Halbe. L'8 maggio gli ultimi resti della divisione vennero fatti prigionieri dalle truppe americane a Tangermünde.

## Ordine di battaglia[2]
- Grenadier-Regiment "Ulrich von Hutten" 1
- Grenadier-Regiment "Ulrich von Hutten" 2
- Grenadier-Regiment "Ulrich von Hutten" 3
- Divisions-Füsilier-Bataillon "Ulrich von Hutten"
- Panzerjäger-Abteilung "Ulrich von Hutten"
- Artillerie-Regiment "Ulrich von Hutten"
- Pionier-Bataillon "Ulrich von Hutten"
- Nachrichten-Abteilung "Ulrich von Hutten"
- Panzer-Jagd-Verband "Ulrich von Hutten"

## Comandanti[2]
- Generalleutnant Edmund Blaurock (29 marzo 1945 - 13 aprile 1945)
- Generalleutnant Gerhard Engel (13 aprile 1945 - maggio 1945)